# 堤あき
堤 あき（つつみ あき、1981年9月7日 - ）は、日本の元AV女優。
東京都出身。
血液型：O型。身長156cm、スリーサイズ:B83（Bカップ-70） W58 H86。

## 人物
- 趣味:カラオケ、スノーボード
- デビューのきっかけはスカウト。
- 初体験：中学3年
- 経験人数：20人

デビュービデオで発言している。

## 略歴
- 2001年 - AVデビュー。

## 作品

### アダルトビデオ
- 君はオレンジのように青い（2001年4月20日 メディアステーション）
- 性感ユウトピア（2001年6月9日 メディアステーション）
- Double！（2001年11月3日　桃太郎映像）共演：上原潤

### 雑誌
- アップル通信 2001年5月号（表紙）